# Мала Шапківка
Мала́ Шапківка —  село в Україні, у Куп'янському районі Харківської області. Входить до складу Кіндрашівської сільської громади. Населення становить 77 осіб.

## Географія
Село Мала Шапківка знаходиться на відстані 2 км від річки Куп'янка (лівий берег) і за 5 км від річки Оскіл. На відстані 2 км розташовані села Велика Шапківка, Кіндрашівка і Тищенківка. Поруч проходить автомобільна дорога Р79. За 2 км знаходиться залізнична станція Шапківка.

## Історія
- 1895 - дата заснування.
- 7 (20) листопада 1917 року, відповідно до Третього Універсалу Української Центральної Ради, увійшло до складу Української Народної Республіки[1].
- До 2020 року входило до складу Кіндрашівської сільської ради.
- 12 червня 2020 року, відповідно до розпорядження Кабінету Міністрів України № 725-р «Про визначення адміністративних центрів та затвердження територій територіальних громад Харківської області», увійшло до складу Кіндрашівської сільської територіальної громади[2].

## Економіка
- Молочно-товарна ферма.